# Обикновен дневен мадагаскарски гекон
Обикновеният дневен мадагаскарски гекон (Phelsuma standingi) е вид дървесен дневен гекон, обитаващ югозападните части на остров Мадагаскар. Той е един от най-големите живи видове дневни гекони. Храни се с насекоми и цветен нектар.

## Физическо описание
Видът е един от най-големите по размери запазени видове дневни гекони. Може да достигне максимална дължина от 28 cm. Телесната му окраска може да варира много в зависимост от интензитета на светлината. Може да бъде кафеникаво сив, ярко зелен или тюркоазен със сиви до сини мрежести шарки по тялото и главата. Главата и опашката често са тюркоазени. Новоизлюпените генови имат жълтеникаво зелени глави и характерни светли ивици по гърбовете.

## Географско разпространение и хабитат
Разпространението на Phelsuma standingi е ограничено само до безводните югозападни части на остров Мадагаскар. Тази област се характеризира със специфична бодлива растителност. Дневните температури никога не падат под 20 °C, а между януари и декември могат да достигнат до 40 °C на сянка. През юли и август нощните температури могат да паднат до 13 °C.

## Хранене
Обикновеният дневен мадагаскарски гекон се храни с различни насекоми, безгръбначни и дори по-малки от него гущери. Всеяден е, като допълва диетата си с меки и сладки плодове, цветен прашец и нектар.

## Поведение
Видът живее по дърветата на двойки.

## Размножаване
На температури около 28 °C малките се излюпват от яйцата след приблизително 60–70 дни. Младите екземпляри са дълги около 80 mm. Достигат полова зрелост след първата си година.

## Отглеждане в плен
Този вид животни трябва да се отглеждат по двойки и се нуждаят от голям, добре залесен терариум. Дневната температура трябва да се поддържа около 30 °C. Трябва да им се осигури специална насочена лампа, която да създава място за препичане с локална температура от 35 °C. Нощно време температурата трябва да се свали до 22 °C. В плен обикновените мадагаскарски гекони могат да бъдат хранени със скакалци, ларви на восъчен молец, брашнени червеи и домашни мухи.